# Светослав Асенов
Светослав Асенов е български футболист, полузащитник, който се състезава за Ботев (Пловдив). Асенов е юноша на частната школа Ботев 2002, а след това преминава в юношите на Спартак (Пловдив). През сезон 2009/2010 той дебютира за мъжкия отбор на Спартак (Пловдив), но записва едва 5 мача като резерва. През лятото на 2010 е привлечен в Ботев (Пловдив), където се превръща в основен играч. Асенов може да играе като ляво и дясно крило, отличава се с бързина и е доста техничен.